# FourCC
FourCC(Four Character Code)는 말 그대로 "4글자 코드"라는 뜻이며, 4 바이트로 된 문자열은 데이터 형식을 구분하는 고유 글자가 된다. 그리고 FourCC 개념은 매킨토시 시스템 소프트웨어의 OSType에서 가져왔다. 이 개념은 나중에 퀵타임과 다이렉트쇼의 데이터 형식을 구분하는데 사용되기도 한다.
영문 알파벳 네 글자로 데이터를 구분하므로 사람이 읽기 쉽고, 외우기도 쉽다. 4 바이트로 구성되어, 아직까지는 32비트 시스템에 적합하다. 하지만 엔디안 문제 때문에 읽기가 힘든 경우도 있다. 예를 들면, FourCC가 'abcd'인 경우에 리틀 엔디안 시스템에서는 "0x64636261"로 표현한다.
FourCC는 주로 AVI 파일의 영상 코덱을 구분할 때 사용된다. AVI 확장자 파일에서 사용 가능한 코덱은 Divx, Xvid, H.264가 있다. 또, AVI나 WAV 파일의 음성 코덱 구분에는 2 바이트가 사용된다. 대개 16진수로 쓰인다. (예: MP3는 0x0055) 물론, 영상 코덱이나 음성 코덱 이외의 파일 형식 구분에도 사용된다.

## 같이 보기
- 파일 확장자
- 매직 넘버 (프로그래밍)